# Convention pour la prévention et la répression du crime de génocide
 (octobre 2021).

Participation à la CPRCG
État ayant signé et ratifié
État ayant accédé ou succédé
État ayant seulement signé

La Convention pour la prévention et la répression du crime de génocide (CPRCG) est un traité de droit international approuvé à l'unanimité le 9 décembre 1948 par la résolution 260 A (III) de  l'Assemblée générale des Nations unies. Elle est entrée en vigueur le 12 janvier 1951. Au 30 octobre 2024, 153 pays l'ont ratifiée ou y ont adhéré. Son inspirateur et principal rédacteur est Raphael Lemkin, un juriste américain d'origine juive polonaise, qui avait créé le néologisme « génocide » dans les dernières années de la Seconde Guerre mondiale.

## Historique de l'adoption
L'application du terme de génocide aux groupes politiques a été retirée de la convention à la demande de l'URSS et des Pays du bloc soviétique (qui, par ailleurs, émettront plusieurs réserves sur les articles IX et XII sur l'application directe de la convention aux territoires non-autonomes).

## Forme
La Convention se compose d'un prologue et de dix-neuf articles.
Dans le prologue, les parties contractantes déclarent que le génocide est un crime contre le droit des gens, qu'il contrevient à l'esprit et aux objectifs des Nations unies, qu'il a frappé l'humanité de tout temps, et que la coopération internationale est indispensable pour « libérer l'humanité d'un fléau aussi odieux ».
Les articles définissent les divers aspects que peut prendre le crime de génocide et établissent des mesures pour juger ceux qui s'en seraient rendus coupables.

## Contenu

### Circonscrire
La Convention définit précisément à quoi correspond le crime de génocide dans son article 2.
« l'un quelconque des actes ci-après commis dans l'intention de détruire, en tout ou en partie, un groupe national, ethnique, racial ou religieux, comme tel :
a) meurtre de membres du groupe ;
b) atteinte grave à l'intégrité physique ou mentale de membres du groupe ;
c) soumission intentionnelle du groupe à des conditions d'existence devant entraîner sa destruction physique totale ou partielle ;
d) mesures visant à entraver les naissances au sein du groupe ;
e) transfert forcé d'enfants du groupe à un autre groupe. »

### Punir
Fortes du constat exprimé dans le prologue, les parties contractantes s'engagent à prévenir et punir le génocide, qu'il soit commis en temps de paix ou temps de guerre (art. 1) et à adapter leur législation nationale afin que la convention onusienne soit réellement appliquée (art. 5). Cela inclut notamment de prévoir des sanctions pénales à l'encontre de ceux qui auraient organisé, encouragé ou participé à un génocide (art. 3) - peu importe qu'ils aient agi à leur initiative personnelle ou en tant que représentant d'une autorité (art. 4). Les tribunaux compétents peuvent être nationaux ou internationaux, et les accusés ne pourront se prévaloir du droit d'asile politique pour échapper à l'extradition le cas échéant (art. 6 et 7).
Aussi, selon la Convention, le génocide est punissable qu'il soit commis en temps de paix ou de guerre.  De plus, l'existence d'un plan génocidaire ou d'une organisation n'est pas un prérequis.

### Organiser la coopération internationale
En cas d'interprétations divergentes sur la forme ou sur le fond de la Convention, entre parties contractantes, la Cour internationale de Justice est habilitée à trancher (art. 9).
Les autres articles visent à régler des questions de procédure liées à la ratification et à l'entrée en vigueur de la Convention. Celle-ci est fixée au 90e jour suivant le dépôt du vingtième instrument de ratification ou d'adhésion (art. 13).
La Convention pour la prévention et la répression du crime de génocide a été complétée ensuite par divers textes, dont :
- le Pacte international relatif aux droits civils et politiques (PIDCP, ONU, 1966) stipule que « tout appel à la haine nationale, raciale ou religieuse qui constitue une incitation à la discrimination, à l'hostilité ou à la violence est interdit par la loi »[5].
- la Convention sur l'élimination de toutes les formes de discrimination raciale (CIEDR, ONU, 1965[6]) interdit toute incitation au racisme[7].
- une Convention sur l'imprescriptibilité des crimes de guerre et des crimes contre l'humanité, adoptée le 26 novembre 1968 par l'Assemblée générale des Nations unies[8], qui couvre entre autres le crime de génocide (art. 1b) ; ce traité est entré en vigueur le 11 novembre 1970.